# Petra Pohlmann
Petra Pohlmann (* 31. März 1961 in Oberhausen) ist eine deutsche Juristin mit den Schwerpunkten Versicherungsrecht und Kartellrecht. Sie ist seit 2004 Inhaberin des Lehrstuhls für Bürgerliches Recht, Wirtschaftsrecht und Zivilverfahrensrecht an der Universität Münster.

## Leben
Pohlmann studierte ab 1980 Anglistik und Geschichte an der Universität Münster. 1981 schrieb sie sich im Fach Rechtswissenschaften ein und legte dort 1986 das Erste Staatsexamen ab. Das Referendariat erfolgte beim Landgericht Hagen. Nach einer mehrmonatigen Zwischenstation beim Delegierten der deutschen Wirtschaft in Washington D.C. legte sie 1990 das Zweite juristische Staatsexamen in Düsseldorf ab. 1991 promovierte sie an der Universität Münster mit einer schuldrechtlichen Arbeit, die im Folgejahr mit dem Harry-Westermann-Preis der Gesellschaft zur Förderung der Westfälischen Wilhelms-Universität ausgezeichnet wurde.
Nach Lehraufträgen an der Universität Münster folgte dort 1997 die Habilitation zu einem kartellrechtlichen Thema. Im selben Jahr wurde sie als Universitätsprofessorin an die Universität Düsseldorf berufen. Von 1998 bis 2013 (beurlaubt ab 2001) arbeitete sie im Nebenamt als Richterin am Oberlandesgericht Düsseldorf. 2004 wechselte sie an die Universität Münster zurück. Dort ist sie seit 2005 als Nachfolgerin von Helmut Kollhosser die geschäftsführende Direktorin der Forschungsstelle für Versicherungswesen. Seit 2010 ist Pohlmann Mitglied des Versicherungsbeirats bei der Bundesanstalt für Finanzdienstleistungsaufsicht. Von April 2011 bis März 2018 war sie Mitglied des Aufsichtsrats der Allianz Versicherungs-AG. Des Weiteren war sie von Juni 2013 bis März 2018 Mitglied des Aufsichtsrates bei der größten privaten Regionalbank Deutschlands, der Oldenburgischen Landesbank AG. Außerdem ist sie Herausgeberin des Frankfurter Kommentars zum Kartellrecht und der Fachzeitschrift Wirtschaft und Wettbewerb.
Petra Pohlmann ist verheiratet und hat drei Kinder. 